# Teodorico di Chartres
Teodorico di Chartres, o Teodorico il Bretone (in latino Theodericus Brito, in francese Thierry; ... – 1156?), è stato un filosofo, teologo e scrittore francese del XII secolo, uno dei più importanti maestri della scuola di Chartres, forse fratello minore di Bernardo.

## Vita e opere
Tra le scarne notizie sulla sua vita, si sa che Teodorico nacque in Bretagna, e si sarebbe formato sotto la guida del fratello Bernardo a Chartres, dove avrebbe operato come magister scholae già nel 1121, anno in cui prese le difese di Pietro Abelardo nel concilio di Soissons contro le accuse del legato pontificio Conone.
In seguito avrebbe insegnato retorica a Parigi fino al 1141, segnalandosi tra i maggiori esponenti del platonismo medievale.
Tra i suoi allievi si annoverano Giovanni di Salisbury, ed Ermanno di Carinzia, che lo descrisse come «l'anima di Platone restituita dal cielo all'umanità».
Nel 1141 tornò a Chartres, subentrando a Gilberto Porretano nella carica di cancelliere, dopo che questi l'aveva lasciata per fare ritorno alla sua città natale.
In seguito alla partecipazione al concilio di Reims del 1148, in cui furono condannate alcune tesi teologiche dello stesso Porretano, Teodorico si sarebbe infine ritirato a vita monastica.
Morì intorno al 1156, o forse già nel 1150.
Rappresentante di spicco della scuola di Chartres, contribuì a orientarne gli studi verso la filosofia naturale e la cosmologia nel solco della tradizione platonica, rifacendosi in particolare al dialogo Timeo. Fu inoltre tra i primi nell'Occidente medievale a promuovere l'introduzione di testi e conoscenze provenienti dal mondo arabo-islamico.
Tra le sue opere principali si annoverano:
- Hexaemeron, o Trattato sull'opera dei sei giorni.
- Heptateuchon, sulle sette arti liberali.
- Commenti al De Trinitate di Boezio e al De inventione di Cicerone.

### L'Hexaemeron
L'Hexaemeron, o De sex dierum operibus («trattato sulla creazione in sei giorni»), si presenta come un'interpretazione letterale della Genesi «secundum physicam», cioè secondo i principi della fisica, attinti in particolare al Timeo platonico, escludendo quindi ogni esegesi allegorica e morale.

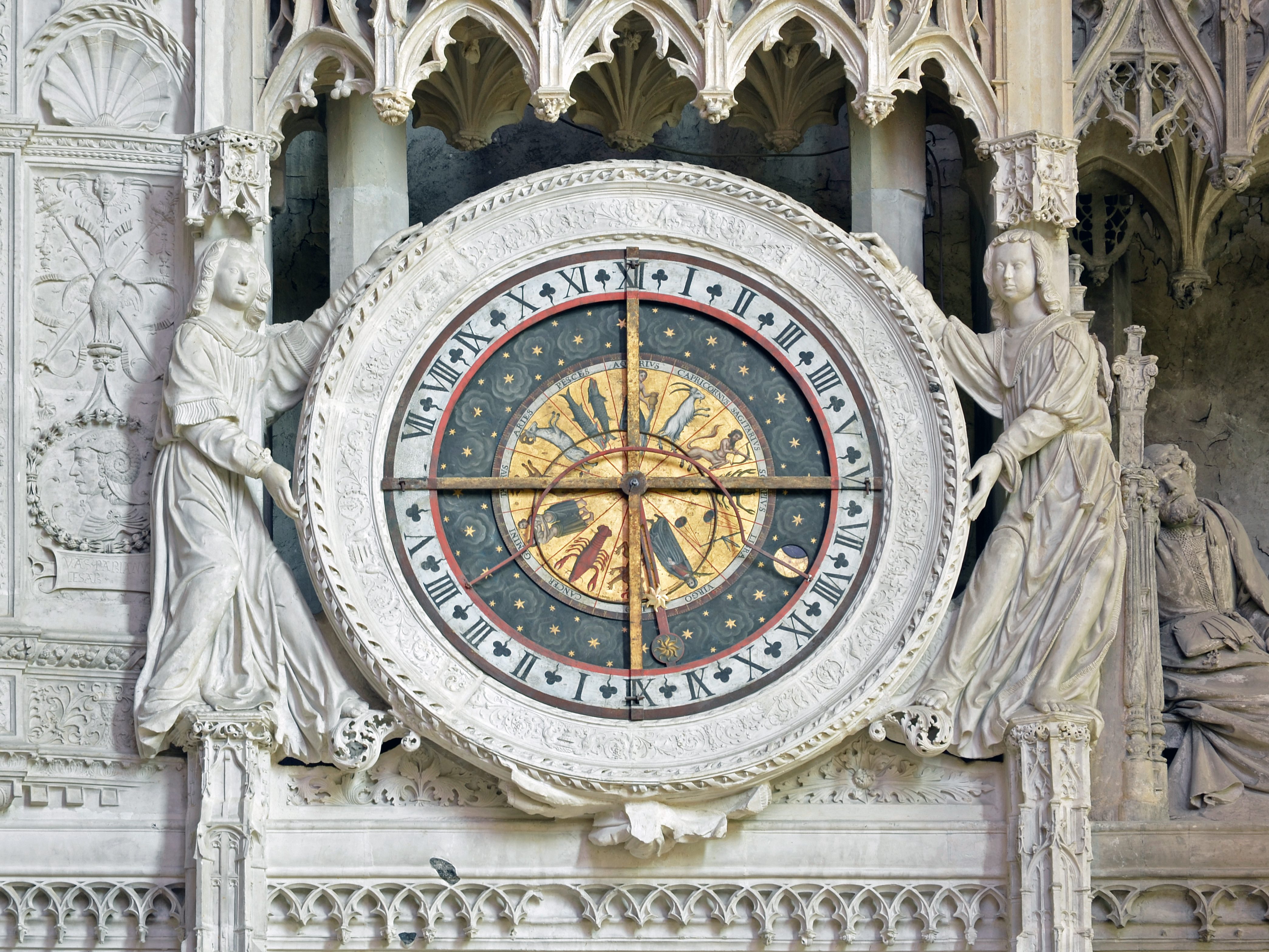
Il firmamento con i dodici segni zodiacali sull'orologio astronomico della cattedrale di Chartres.

Si tratta di una cosmogonia dagli influssi non solo platonici ma anche pitagorici, basata su una concezione matematica della Trinità, ripresa dal De Trinitate di Boezio, che considera il rapporto dialettico tra Dio e le creature alla stregua dell'esplicarsi dell'Uno nella molteplicità dei numeri.
La spiegazione di Teodorico della creazione del mondo, che costituisce una difesa ragionata dell'esistenza di Dio, si fonda inoltre sulle quattro cause della fisica aristotelica, da lui identificate con le tre Persone della Trinità più la materia prima, composta dai quattro elementi: il Padre rappresenta la causa efficiente, il Figlio la causa formale, lo Spirito Santo la causa finale, ed i quattro elementi quella materiale.
L'opera divina per Teodorico ha dato inizio allo scorrere del tempo con la creazione dei quattro elementi, dopodiché questi si sono evoluti naturalmente attraverso proprie combinazioni senza bisogno che Dio intervenisse più: il fuoco, muovendosi e illuminando l'aria, ha determinato il sorgere del primo giorno; il giorno seguente ha riscaldato l'acqua, facendola salire a formare le nuvole; il terzo giorno l'acqua ritirandosi ha fatto emergere la terra. Il continuo riscaldamento delle acque sopra il firmamento ha prodotto la formazione delle sfere celesti nel quarto giorno, mentre il riscaldamento della terra ha fatto sorgere la vita vegetale, animale e umana nel quinto e sesto giorno.
Le proporzioni aritmetiche con cui i quattro elementi si sono mescolati accomunano in tal modo il macrocosmo celeste al microcosmo umano. Gli oggetti sensibili risultanti da una tale commistione vengono da Teodorico chiamati elementati, e partecipano delle qualità (caldo, freddo, secco, umido) dei quattro elementi, ognuno dei quali ne possiede due.
Poiché Dio è la «forma di tutti gli esseri», in quanto causa formale che tutti li comprende, alcuni studiosi  hanno attribuito in maniera inappropriata una sorta di panteismo alla dottrina di Teodorico, il quale in realtà teneva a distinguere con evidenza il Creatore dalle sue creature.

### L'Eptateuchon

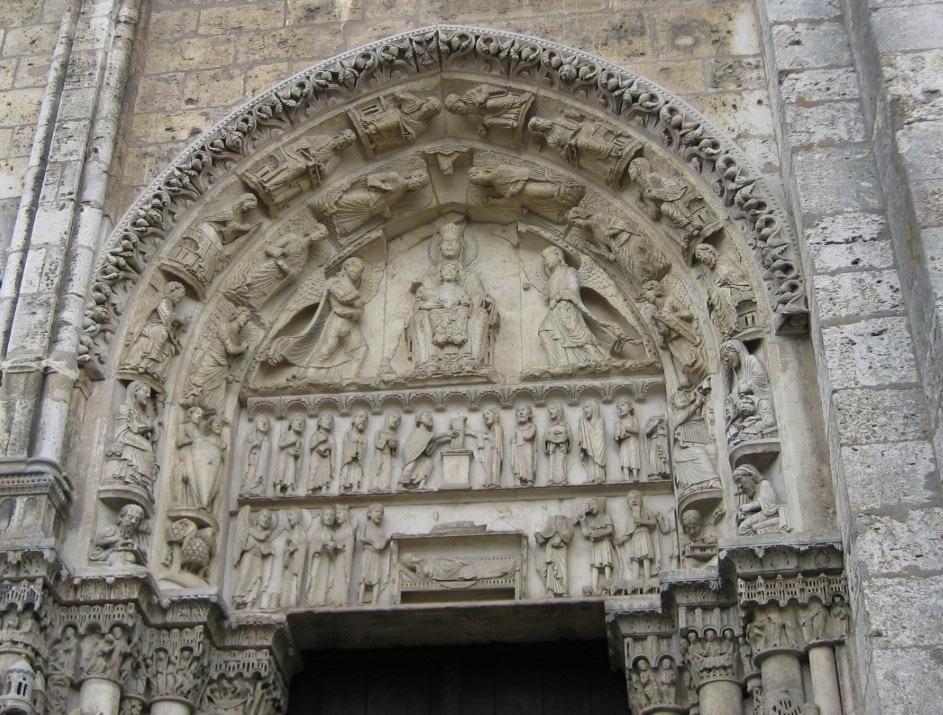
Allegorie delle sette arti liberali scolpite sull'archivolto più esterno del portale reale di destra della cattedrale di Chartres, ai piedi di ognuna delle quali è associato un personaggio del mondo antico. Da sinistra verso destra: dialettica (Aristotele), retorica (Cicerone), geometria (Euclide), aritmetica (Boezio), astrologia (Tolomeo), musica (Pitagora), grammatica (Prisciano o Donato).

L'Eptateucon (dal greco επτα-τεῦχος, «sette raccolte») è un'ampia enciclopedia di opere antiche relative alle sette arti liberali, distinte in base al loro differente ambito di conoscenza, ma tutte confluenti in unità verso una comprensione globale del sapere, capace soprattutto di rendere accessibile il significato filosofico delle Sacre Scritture.
Nel Prologo Teodorico la presenta non come un'opera propria, bensì come una trascrizione di testi antichi, raccolti secondo i due strumenti fondamentali della filosofia, l'intellectus e l'interpretatio, cioè la ragione e l'esegesi, il cui connubio, simboleggiato dalle nozze di Mercurio e Filologia secondo un'immagine ripresa da Marziano Capella, rappresenta il contenuto spirituale del quadrivium che si fa espressione attraverso il trivium.
In particolare, se il quadrivio è la «scienza della natura», comprendente le materie matematiche e scientifiche, il trivio è la «scienza delle parole»: fra le tre discipline di quest'ultima, egli attribuisce la massima importanza alla grammatica, sebbene le sue ricerche più rilevanti riguardino la retorica, nell'ambito della quale fornisce un prezioso commento al De inventione di Cicerone. 
Anche riguardo alla dialettica, Teodorico fu il primo a reintrodurre in Occidente gli Analitici primi e gli Elenchi sofistici di Aristotele in una versione latina, nonostante il suo platonismo.
Tra le fonti del quadrivio, invece, egli attinse alle tavole del filosofo persiano al-Khwārizmī, tradotte in latino da Adelardo di Bath, come riferimento per la materia dell'astronomia.

### Traduzioni italiane
- Teodorico di Chartres, Guglielmo di Conches, Bernardo Silvestre, Il divino e il megacosmo. Testi filosofici e scientifici della scuola di Chartres, a cura di Enzo Maccagnolo, Milano, Rusconi, 1980.